# Tarachodes chopardii
Tarachodes chopardii es una especie de mantis de la familia Tarachodidae.

## Distribución geográfica
Se encuentra en el Congo y Tanzania.